# Los diez libros de Fortuna de Amor

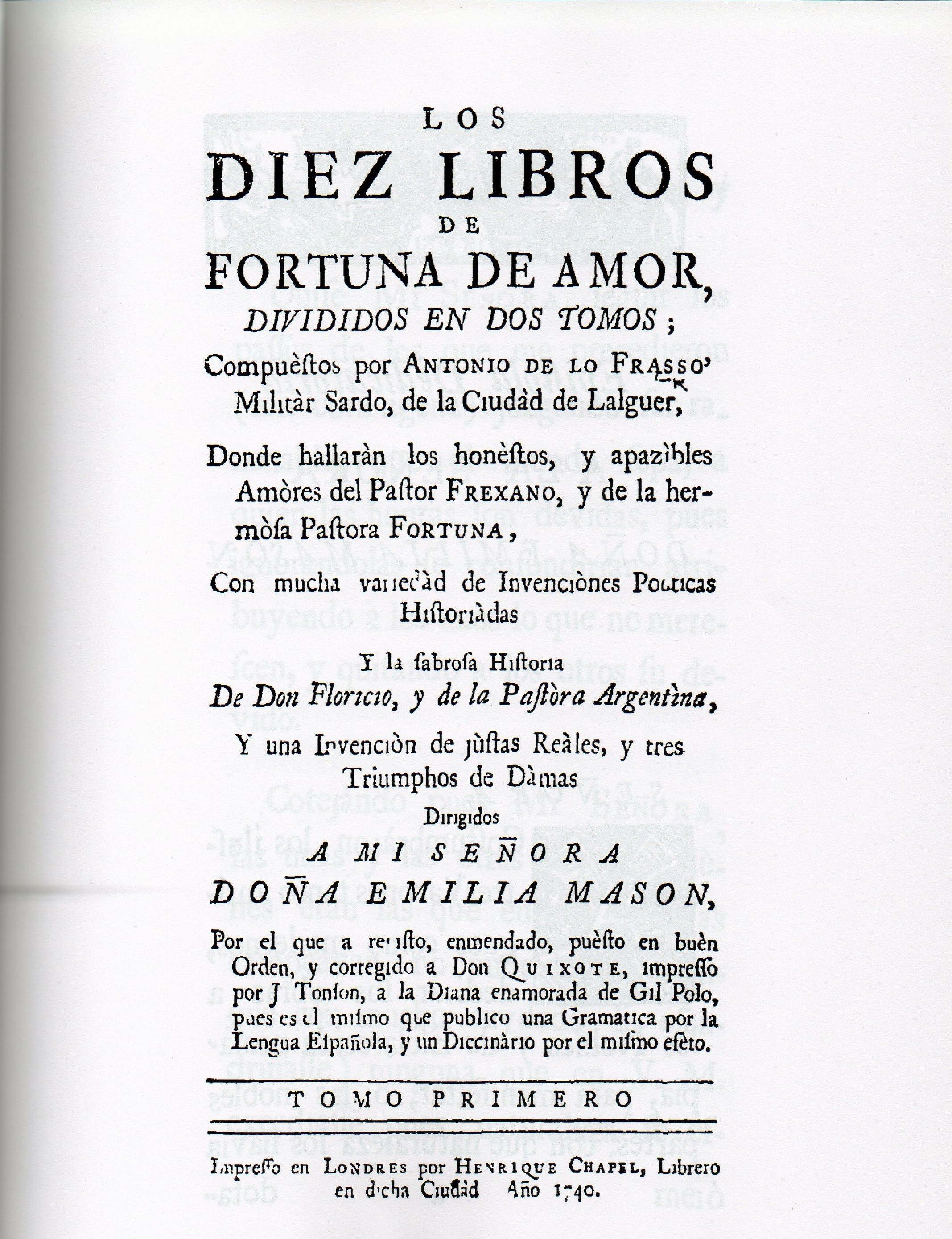

Los diez libros de Fortuna de Amor es una novela pastoril del poeta y militar sardo Antonio de Lofraso, publicada en Barcelona en 1573 y mencionada por Miguel de Cervantes en el "donoso escrutinio" de la biblioteca de Don Quijote (I, VI).
La obra, dedicada al Conde de Quirra, relata los honestos amores del pastor Frexano (personaje que al parecer está inspirado en el propio autor, ya que lofraso en lengua sarda significa fresno) y la hermosa pastora Fortuna. Concluye con una larga composición poética de 168 versos en 56 tercetos, denominada "Testamento de Amor".
El cura de la aldea de Don Quijote, Pero Pérez, dice en el mencionado escrutinio que «...desde que Apolo fue Apolo, y las musas musas, y los poetas poetas, tan gracioso ni tan disparatado libro como ése no se ha compuesto, y que, por su camino, es el mejor y el más único de cuantos deste género han salido a la luz del mundo, y el que no le ha leído, puede hacer cuenta que no ha leído jamás cosa de gusto.» (Según el académico Martín de Riquer, no obstante, «el elogio es burlesco y se le salva precisamente por ser disparatado.»)
En el libro VI de la obra aparecen un pastor llamado Dulcineo y una pastora llamada Dulcina, que pueden haber servido de inspiración a Cervantes para el nombre de Dulcinea del Toboso. Los diez libros de Fortuna de Amor fue reimpreso en Londres en 1740 por el maestro de lengua castellana Pedro Pineda, quien consideraba esta obra apreciable por «su bondad, elegancia y agudeza».